# 장 니코

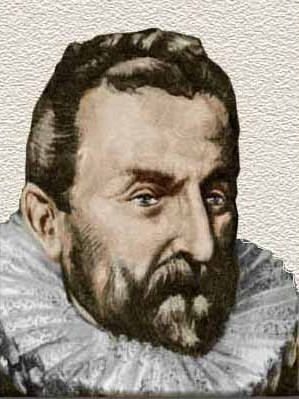

장 니코(Jean Nicot, 1530년 ~ 1604년 5월 4일)는 프랑스의 외교관이자 학자로, 님 출신이다. 니코틴(Nicotine)의 어원이 된 것으로 유명하다.